# Coussey
Coussey és un municipi francès, situat al departament dels Vosges i a la regió del Gran Est. L'any 2007 tenia 714 habitants.

## Demografia

### Població
El 2007 la població de fet de Coussey era de 714 persones. Hi havia 280 famílies, de les quals 60 eren unipersonals (32 homes vivint sols i 28 dones vivint soles), 96 parelles sense fills, 116 parelles amb fills i 8 famílies monoparentals amb fills.
La població ha evolucionat segons el següent gràfic:
Habitants censats

### Habitatges
El 2007 hi havia 319 habitatges, 287 eren l'habitatge principal de la família, 10 eren segones residències i 22 estaven desocupats. 282 eren cases i 36 eren apartaments. Dels 287 habitatges principals, 188 estaven ocupats pels seus propietaris, 88 estaven llogats i ocupats pels llogaters i 11 estaven cedits a títol gratuït; 1 tenia una cambra, 4 en tenien dues, 36 en tenien tres, 85 en tenien quatre i 161 en tenien cinc o més. 229 habitatges disposaven pel capbaix d'una plaça de pàrquing. A 122 habitatges hi havia un automòbil i a 139 n'hi havia dos o més.

### Piràmide de població
La piràmide de població per edats i sexe el 2009 era:
| Homes | Edats   | Dones |
| ----- | ------- | ----- |
| 0     | 95 o +  | 4     |
| 0     | 90 a 94 | 8     |
| 8     | 85 a 89 | 8     |
| 16    | 80 a 84 | 8     |
| 0     | 75 a 79 | 8     |
| 8     | 70 a 74 | 8     |
| 16    | 65 a 69 | 28    |
| 16    | 60 a 64 | 12    |
| 32    | 55 a 59 | 12    |
| 28    | 50 a 54 | 52    |
| 20    | 45 a 49 | 16    |
| 28    | 40 a 44 | 24    |
| 20    | 35 a 39 | 28    |
| 28    | 30 a 34 | 32    |
| 28    | 25 a 29 | 12    |
| 20    | 20 a 24 | 8     |
| 20    | 15 a 19 | 12    |
| 32    | 10 a 14 | 28    |
| 40    | 5 a 9   | 28    |
| 20    | 0 a 4   | 20    |

## Economia
El 2007 la població en edat de treballar era de 474 persones, 353 eren actives i 121 eren inactives. De les 353 persones actives 322 estaven ocupades (180 homes i 142 dones) i 31 estaven aturades (19 homes i 12 dones). De les 121 persones inactives 45 estaven jubilades, 28 estaven estudiant i 48 estaven classificades com a «altres inactius».

### Ingressos
El 2009 a Coussey hi havia 295 unitats fiscals que integraven 761 persones, la mediana anual d'ingressos fiscals per persona era de 16.256 €.

### Activitats econòmiques
Dels 33 establiments que hi havia el 2007, 1 era d'una empresa alimentària, 1 d'una empresa de fabricació de material elèctric, 4 d'empreses de fabricació d'altres productes industrials, 8 d'empreses de construcció, 5 d'empreses de comerç i reparació d'automòbils, 2 d'empreses de transport, 2 d'empreses d'hostatgeria i restauració, 3 d'empreses de serveis, 4 d'entitats de l'administració pública i 3 d'empreses classificades com a «altres activitats de serveis».
Dels 13 establiments de servei als particulars que hi havia el 2009, 1 era una gendarmeria, 1 oficina de correu, 1 taller de reparació d'automòbils i de material agrícola, 2 lampisteries, 2 electricistes, 2 empreses de construcció, 2 perruqueries i 2 restaurants.
Dels 3 establiments comercials que hi havia el 2009, 1 era una botiga de més de 120 m², 1 una botiga de menys de 120 m² i 1 un drogueria.
L'any 2000 a Coussey hi havia 5 explotacions agrícoles.

## Equipaments sanitaris i escolars
L'únic equipament sanitari que hi havia el 2009 era una farmàcia.
El 2009 hi havia una escola elemental.

## Poblacions més properes
El següent diagrama mostra les poblacions més properes.